# Цариградски мир (945)
Цариградски мир закључен је 944. или 945. године између Византијског царства и Кијевске Русије. Њиме је завршен Руско-византијски рат (941). Потписан је током владавина византијског цара Константина VII и варјашког кнеза Игора I. 

## Историја
Одредбе споразума мање су повољне за Русе од оних које је Игоров претходник, Олег Вешти, извојевао 907. године. Споразум из 945. године један је од најстаријих писаних докумената старог руског закона. Текст уговора сачуван је у "Повести минулих лета". На почетку набраја руске опуномоћенике којих има више од педесет. Огромна већина имена су нордијска. Један део изасланика заклео се паганским боговима, док се други део позива на хришћанског Бога, што указује да је један већи део руске елите том приликом примио хришћанство. Поред Игорове супруге Олге, помињу се још две архонтице: Предислава, Володиславова супруга и Спандра, Улебова супруга. Није јасно да ли су њих две припадале владајућој породици. Споразум из 944. (945) године помиње неколико клаузула претходног споразума. Руси обећавају да више неће нападати Херсон, византијску енклаву на Криму (члан 8.). Ушће реке Дњепар под контролом је обе државе, мада је Русима забрањено да тамо проводе зиму и тако угњетавају грчке ловце на Херсону (члан 12.). Члан 2. садржи нове одредбе поморског права. Како би се разликовали прави трговци од пљачкаша, сваки руски брод морао је носити ознаку кијевског кнеза. У супротном би царске власти заплениле брод. 